# Ноля (Марий Эл)
Ноля (мар. Нольо) — деревня в Новоторъяльском районе Республики Марий Эл. Входит в состав Пектубаевского сельского поселения.

## География
Находится в северо-восточной части республики Марий Эл на расстоянии приблизительно 28 км по прямой на запад-северо-запад от районного центра посёлка Новый Торъял.

## История
Известна с 1834 году как починок Сретенской волости Яранского уезда Вятской губернии, где в 4 дворах насчитывалось 22 жителя. В 1858 году в починке на вершине по реке Ноля население увеличилось до 52 человек. В 1905 году насчитывалось уже 20 дворов, проживали 107 жителей. В 1925 году здесь проживали 103 человека, в 1934 году насчитывалось 23 дома, 88 человек. В 1973 году осталось 38 жителей в 15 хозяйствах. В 1992 году жили 3 семьи и 7 человек, в 1999 году числилось 4 двора, 8 жителей, все мари. В советское время работал колхоз «1 Мая».

## Население
Население составляло 8 человек (мари 100 %) в 2002 году, 5 в 2010.